# Labarthète
Labarthète é uma comuna francesa na região administrativa de Occitânia, no departamento de Gers. Estende-se por uma área de 11,09 km². Em 2010 a comuna tinha 143 habitantes (densidade: 12,9 hab./km²).